# فرودگاه بوکه بارالاند
فرودگاه بوکه بارالاند (به انگلیسی: Boké Baralande Airport) یک فرودگاه با کد یاتا BKJ است . این فرودگاه در کشور گینه قرار دارد .